# Tuna Luso Brasileira
A Tuna Luso Brasileira (conhecida por Tuna Luso ou apenas Tuna e cuja sigla é TLB) é um clube esportivo brasileiro da cidade de Belém, capital do Estado do Pará, fundada em 1 de janeiro de 1903.
Agremiação de origem portuguesa, a Tuna surgiu como um conjunto musical, iniciando a sua trajetória esportiva em 1906. Entre seus departamentos destacam-se o remo, a natação e o futsal, nos quais a Tuna detém inúmeras conquistas. Todavia, é o futebol o maior responsável pelo reconhecimento do clube no cenário esportivo nacional.[carece de fontes?]
Tradicionalmente, a Tuna é a terceira força do futebol paraense, somente atrás de Clube do Remo e Paysandu Sport Club, seus rivais históricos. Entre os seus principais títulos no futebol, já foi dez vezes campeã paraense, além de possuir dois títulos de divisões de acesso do Campeonato Brasileiro: o Campeonato Brasileiro Série B de 1985, a primeira conquista nacional de um clube da Região Norte, e o Campeonato Brasileiro Série C de 1992.

## História
A Tuna Luso Brasileira foi fundada com o nome de "Tuna Luso Caixeiral" em 1 de janeiro de 1903 por 21 portugueses liderados pelo “caixeiro” Manoel Nunes da Silva que, ancorado no porto de Belém, pedia a sua orquestra que entoasse canções para amenizar a saudade de seu país. Assim: 
- "Tuna", termo utilizado em Portugal para se referir a um grupo musical de jovens;

- "Luso" em homenagem à pátria distante;

- "Caixeiral" representando a classe econômica dos fundadores ("caixeiro", na época, era um termo para "comerciante"). [6]

O esporte chegou ao clube da Tuna no ano de 1906 com o remo. Nesta época a Tuna esteve entre dos melhores clubes brasileiros no departamento náutico, lhe rendendo o apelido de “Rainha do Mar”. O futebol só foi incorporado ao clube em 1915.

### Goleada no Rio de Janeiro
No dia 19 de fevereiro de 1984, pelo Campeonato Brasileiro de Futebol de 1984, a Tuna Luso sofreu uma goleada de 9 a 0 pelo Vasco da Gama, do Rio de Janeiro, no Estádio São Januário.  A partida ficou marcada por ser a maior goleada na história do Campeonato Brasileiro Série A, empatada em diferença de gols com Corinthians 10–1 Tiradentes, válida pelo Brasileirão do ano anterior.
 Considerando todas as divisões, perde ainda para Brasiliense 10–0 Interporto, pela Série D de 2023.

## Títulos

### Conquistas oficiais
| NACIONAIS          | NACIONAIS                       | NACIONAIS | NACIONAIS                                                   |
|                    | Competição                      | Títulos   | Temporadas                                                  |
| ------------------ | ------------------------------- | --------- | ----------------------------------------------------------- |
|                    | Campeonato Brasileiro - Série B | 1         | 1985                                                        |
|                    | Campeonato Brasileiro - Série C | 1         | 1992                                                        |
| ESTADUAIS          |                                 |           |                                                             |
|                    | Competição                      | Títulos   | Temporadas                                                  |
|                    | Campeonato Paraense             | 10        | 1937, 1938, 1941, 1948, 1951, 1955, 1958, 1970, 1983 e 1988 |
|                    | Campeonato Paraense - Série B1  | 2         | 1941 (Segundo quadro) e 2020                                |
|                    | Copa Grão-Pará                  | 1         | 2024                                                        |
|                    | Torneio Início do Pará          | 10        | 1941, 1942, 1943, 1947, 1948, 1953, 1983, 1990, 1991 e 1997 |
| TURNOS DO ESTADUAL |                                 |           |                                                             |
|                    | Competição                      | Títulos   | Temporadas                                                  |
|                    | Taça Cidade de Belém            | 1         | 2007                                                        |

## Estatísticas

### Participações
|  | Participações em 2025 |

| Competição | Competição            | Temporadas | Melhor campanha         | Estreia | Última | P | R |
| Pará       | Campeonato Paraense   | 85 [F1]    | Campeã (10 vezes)       | 1933    | 2025   |   | 1 |
| Pará       | Série B1              | 7          | Campeã (1941 e 2020)    | 1941    | 2020   | 1 | – |
|            | Copa Norte            | 3          | 1ª fase (1997)          | 1997    | 2000   |   |   |
|            | Copa Verde            | 1          | Quartas de final (2022) | 2022    | 2022   |   |   |
| Brasil     | Campeonato Brasileiro | 4          | 9º colocada (1959)      | 1959    | 1986   |   | – |
| Brasil     | Série B               | 14         | Campeã (1985)           | 1980    | 2001   | 1 | 2 |
| Brasil     | Série C               | 8          | Campeã (1992)           | 1992    | 2007   | 1 | – |
| Brasil     | Série D               | 3          | 17º colocada (2023)     | 2022    | 2025   | – |   |
| Brasil     | Copa do Brasil        | 7          | 2ª fase (2022 e 2025)   | 1992    | 2025   |   |   |

### Campanhas de destaque
| Tuna Luso Brasileira            | Tuna Luso Brasileira  | Tuna Luso Brasileira | Tuna Luso Brasileira | Tuna Luso Brasileira |
| Torneio                         | Campeão               | Vice-campeão         | Terceiro colocado    | Quarto colocado      |
| ------------------------------- | --------------------- | -------------------- | -------------------- | -------------------- |
| Campeonato Brasileiro – Série B | 1 vez (1985)          | 0 (não possui)       | 0 (não possui)       | 0 (não possui)       |
| Campeonato Brasileiro – Série C | 1 vez (1992)          | 0 (não possui)       | 0 (não possui)       | 1 vez (2000)         |
| Campeonato Paraense             | 10 vezes              | 19 vezes             | 28 vezes             | 11 vezes             |
| Série B                         | 2 vezes (1941 e 2020) | 1 vez (2014)         | 0 (não possui)       | 0 (não possui)       |